# Jean-Marie Lavalou
Jean-Marie Lavalou (1946-2022) est un ingénieur français.

## Biographie
À l'Établissement cinématographique et photographique des armées, il invente, en collaboration avec Alain Masseron, une grue de prise de vues pour le cinéma : la Louma.